# Hrubá Vrbka
Hrubá Vrbka település Csehországban, Hodoníni járásban. Hrubá Vrbka Malá Vrbka, Hroznová Lhota, Kuželov, Lipov, Kněždub, Tasov, Velká nad Veličkou és Tvarožná Lhota településekkel határos. Lakosainak száma 604 fő (2024. január 1.).

## Népesség
A település lakosságának változását az alábbi diagram mutatja:
| Lakosok száma | 731  | 853  | 974  | 911  | 805  | 719  | 614  | 636  | 629  | 604  |
|               | 1869 | 1890 | 1921 | 1950 | 1980 | 2001 | 2017 | 2019 | 2022 | 2024 |